# Stanislas Constant
Pour les articles homonymes, voir Constant.
Stanislas Colomban Constant, aussi appelé Stanislas C. Constant, né en 1833 en France et mort le 2 avril 1916 à Port Jervis, New York, est un poète français naturalisé américain.

## Biographie

### Enfance et famille
Dans la préface de son livre publié en 1896, Stanislas Colomban Constant indique qu'il est d'origine bretonne et qu'il a fait des études de philosophie.
Vers 1863, il épouse Clémence (dite Claudine) Clément, née en 1835 à Pont-à-Mousson,, . Le couple a trois enfants : Marie Victorine, en 1868 ; Adèle Clémence en 1870 ; Stanislas Jr., en 1878 (mort à la naissance).
Stanislas Constant est naturalisé américain le 14 octobre 1876.

### Parcours
En 1864, Stanislas Constant est établi comme professeur à New York. À partir du milieu des années 1880, il est cité comme professeur de français et de littérature française (« instructor ») au collège St. Louis de la ville.
Il publie, en 1896, sous le nom de Stanislas C. Constant, un recueil de poèmes en français, La Druidesse, Winona, et autres poésies, contenant surtout les deux vastes poèmes-titres : La Druidesse et Winona, la vierge indienne.
Stanislas Constant meurt en 1916 à Port Jervis. Il est enterré au cimetière de Green-Wood, à Brooklyn, avec ses beaux-parents, son épouse et leurs trois enfants. Leur sépulture est surmontée d'un monument funéraire au nom de Constant, orné de deux fleurs de lys et d'une statue de la Vierge.

## Œuvre
- La Druidesse, Winona, et autres poésies, New York, Wiliam R. Jenkins, 1896, 214 p. (lire en ligne)